# 1525
Cette page concerne l'année 1525  du calendrier julien. Pour l'année 1525 av. J.-C., voir 1525 av. J.-C.
L'année 1525 est une année commune qui commence un dimanche.

## Événements
- 2 février : l'expédition de Francisco Pizarro, en route vers le Pérou, débarque en Tierra Firme à Candelaria, en Colombie actuelle[1]. Pizarro rebrousse chemin après l'attaque d'une tribu indigène à Punta Quemada[2].
  - 28 février: (Empire aztèque) : Cuauhtémoc (l'aigle qui tombe) est exécuté par les Espagnols. C'est le dernier empereur aztèque.
- 18 mars : une capitulation de l'empereur Charles Quint, concède l'île de Margarita, proche de la côte de ce qui deviendra le Venezuela, à Marcelo de Villalobos[3].
- 18 mai : Francisco de Las Casas fonde Trujillo au Honduras[4].
- 24 juillet : García Jofre de Loaísa part de La Corogne pour reconnaître le cap Horn[5]. L'expédition atteint les Moluques en 1526 et parvient à installer pour deux ans une base à Tidore.
- 29 juillet : fondation de Santa Marta en Colombie par Rodrigo de Bastidas qui meurt deux ans plus tard sous le poignard d’un lieutenant félon[6].
- 17 novembre : Bâbur, à l’appel du gouverneur afghan du Pendjab Daulat Khan, en conflit avec Ibrahim Shah, sultan de Delhi, quitte Kaboul avec 12 000 hommes en direction de l’Inde. Il occupe Lahore en février 1526.
- Dans la chronologie de John Rowe : mort de l'inca Huayna Capac. Guerre civile entre Huascar et son demi-frère Atahualpa.
- Les fils du Saadien Mohammed ibn Abd er-Rhamane, Ahmed al-Araj et Mohammed ech-Cheikh, s’emparent de Marrakech, tout en se reconnaissant vassaux du souverain wattasside de Fès[7].
- Khayr al-Din reprend Alger et en chasse définitivement les Espagnols[8].
- Zeïla, Éthiopie : assassinat de Aboun-ben-Adash. Agitation des tribus musulmanes nomades somali et danakil. Le gouverneur Aboun-ben-Adash rétablit l’ordre en exterminant les voleurs, réprimant le jeu, les beuveries, les danses rythmées par les tambours. Par sa rigueur, il gêne le Sultan d’Harrar Abou-Bakr qui le fait tuer à Zeïla en 1525. Abou-Bakr laisse le pays en proie au désordre et au banditisme, ce qui favorise la prédication de l’imam Ahmed al Ghazi, surnommé Gragne (le Gaucher) par les Éthiopiens. Son mariage avec une fille de Mahfouz lui ouvre les portes du pouvoir. Gragne tue le Sultan et met sur le trône son propre frère, ce qui lui assure une autorité absolue sur l’Adal[9].

### Europe
- 5 février : le roi Jean III de Portugal épouse Catalina, sœur de Charles Quint[10]. Elle siégera au Conseil d’État et y usera de toute son influence, notamment pour favoriser l’introduction de l’Inquisition.

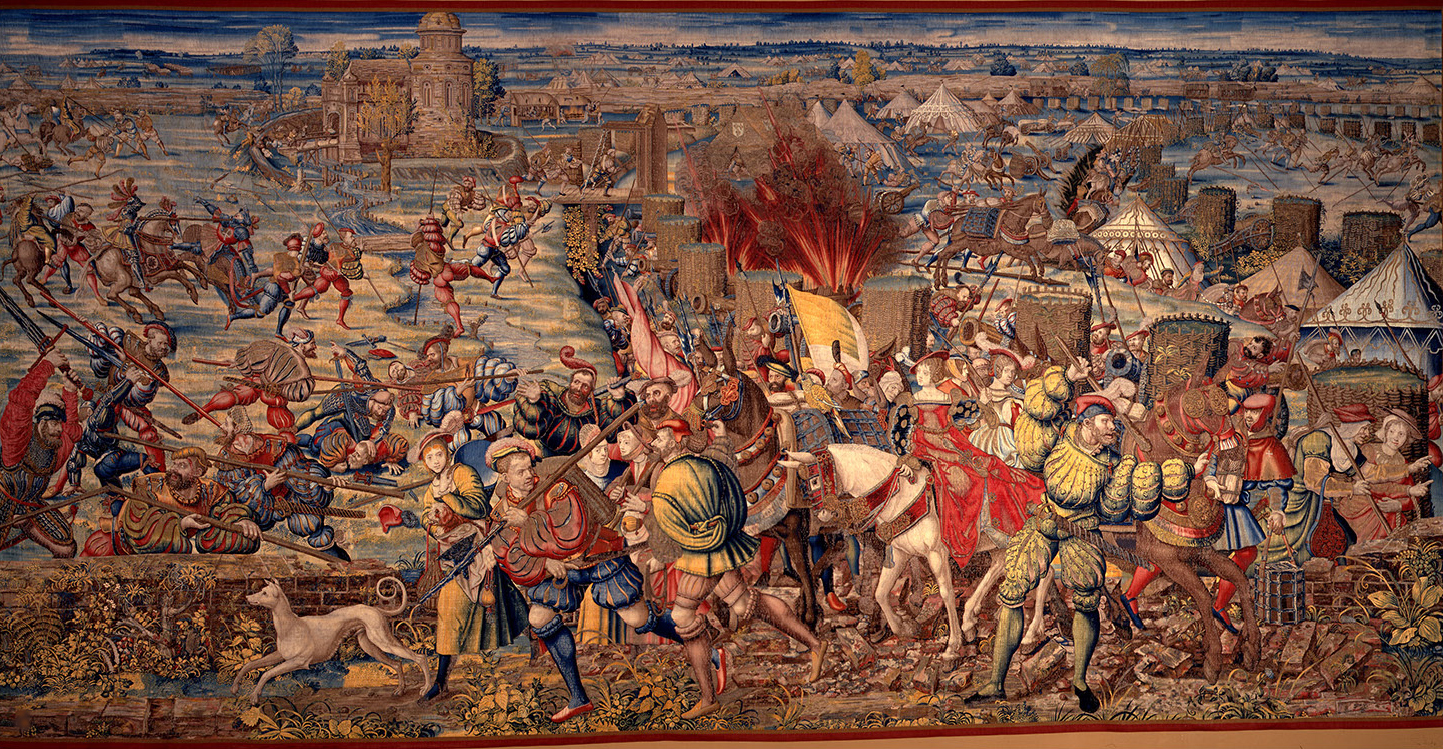
24 février : bataille de Pavie

- 24 février : le Milanais revient aux Habsbourg après la bataille de Pavie[11]. Le roi de France, François Ier, fait prisonnier par l'empereur Charles Quint, est embarqué pour l'Espagne à Villefranche près de Nice. Le roi y sera emprisonné à l’Alcázar de Madrid.
- 7 mars, Memmingen : adoption des Douze Articles par les paysans de Souabe[12]. Ils écrivent une lettre à Luther qui condamne leur révolte.
- Mars-avril : en Angleterre, la levée arbitraire d’emprunts pour financer la guerre contre la France (Amicable Grant (en)) par le cardinal Wolsey provoque un soulèvement rural dans le Kent, l’East Anglie et le Lincolnshire. Dix mille personnes convergent sur Lavenham, dans le Suffolk[13].
- 2 avril : édit censurant les livres protestants en Espagne[14].

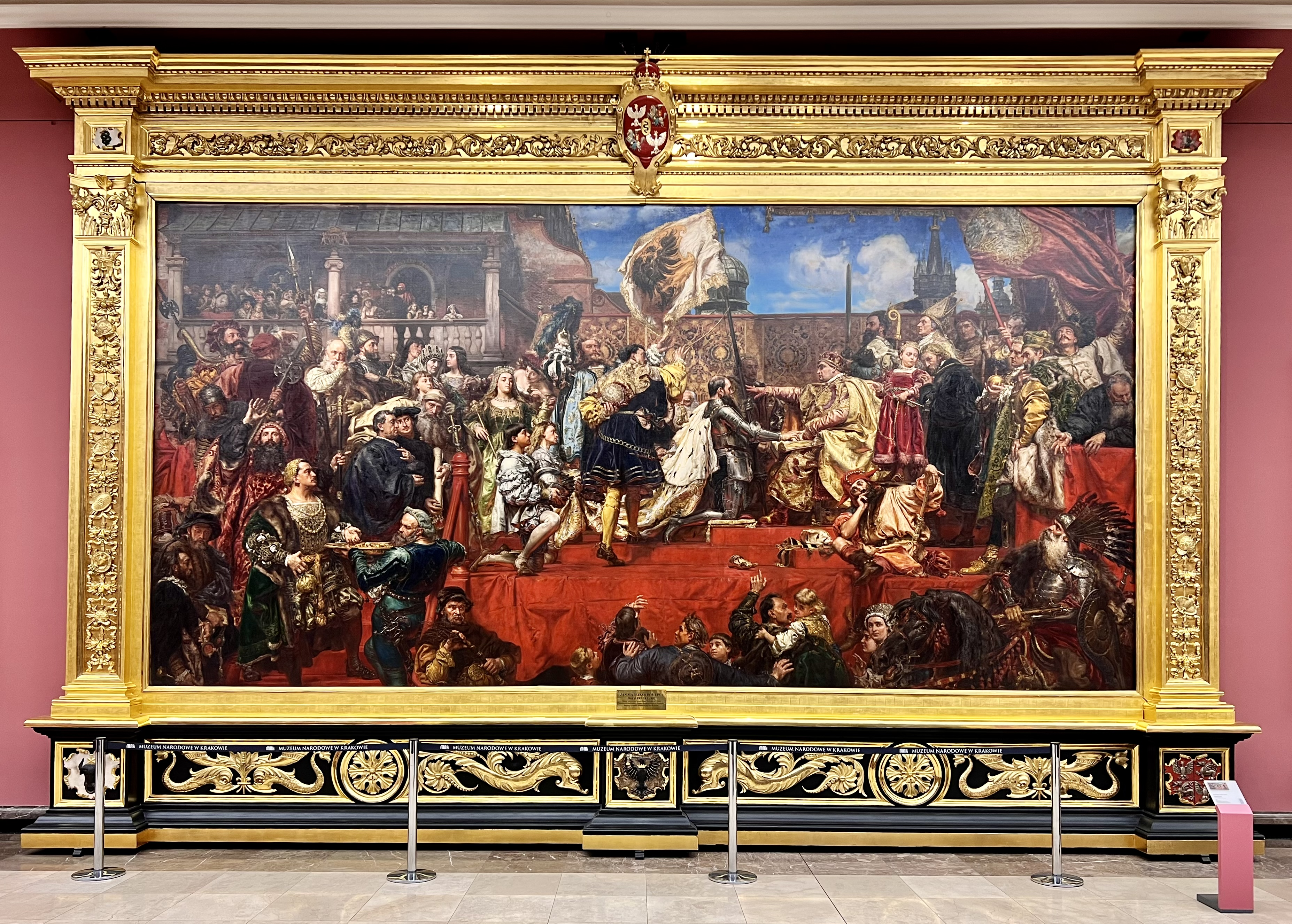
5 avril : traité de Cracovie. L'hommage de la Prusse par Jan Matejko

- 5 avril : signature du traité de Cracovie. Sigismond Ier de Pologne impose sa suzeraineté sur la Prusse-Orientale[15]. Albert de Brandebourg, le Grand-maître de l’ordre Teutonique se convertit à la Réforme de Martin Luther, sécularise à son profit les biens de l’ordre (Ordenstaat) et se fait reconnaître duc de Prusse par le roi de Pologne (10 avril).
- 14 avril : le soulèvement des paysans atteint l'Alsace et le Palatinat, puis se propage dans une partie de la Lorraine[16] et de la Franche-Comté.
- 16 avril : les paysans allemands s'emparent du château de Weinsberg. Le comte Ludwig de Helfenstein est fait prisonnier, jugé et exécuté le lendemain avec treize autres nobles à coups de pique[17].
- Printemps : mouvement populaire contre la fiscalité en Dalécarlie. Ses instigateurs, les évêques Peter Jakobsson Sunnanväder et Knut Mikaelsson, doivent s'enfuir en Norvège[18].
- 11 mai : les magistrats de Zurich interdisent la célébration de la messe et imposent une réglementation de la Cène[19].
- 15 mai : Bataille de Frankenhausen. Philippe Ier de Hesse réprime le mouvement des paysans conduits par Thomas Muntzer[20].
- 16-17 mai : le duc de Lorraine écrase les paysans alsaciens à Saverne, puis le 20 mai à Scherwiller, près de Sélestat[21]. La répression de la révolte des Rustauds ou Guerre des Paysans fait cent mille victimes.
- 19 mai : les Fugger prennent le contrôle des mines de cuivre de Banská Bystrica en Slovaquie[22] (1525-1546) après que le palatin István Werbőczy (en) ait réprimé dans le sang une révolte de mineurs. L'influence de la réforme est attestée lors de la révolte.
- 6 juillet : Albert de Brandebourg, converti par Andreas Osiander, disciple de Luther, introduit formellement la Réforme dans le duché de Prusse[23].
- Août : crue de l’Isère[24].
- 30 août : Louise de Savoie, régente de France (mère de François Ier), négocie le traité de Moore avec Henri VIII d'Angleterre[25].
- 13 septembre : interdiction de la pratique de l’islam en Espagne[26].
- 23 septembre : édit de Tolède condamnant les Alumbrados comme luthériens[14].
- Septembre : la révolte des paysans atteint la Prusse-Orientale[12], aux environs de Dantzig et de Königsberg. Elle est brutalement étouffée par la noblesse.
- Novembre : le prédicateur juif David Reubeni est reçu à la cour du roi de Portugal[27].
- 6 décembre : alliance de la France avec les Ottomans[28].
- Le moine allemand Antonius prêche la Réforme à Bergen[29].
- La diète hongroise édicte des mesures contre les hérétiques[30].
- Autriche : communautés luthériennes à Saint-Pölten, Linz, Wels, Gmunden, Klagenfurt[31].
- Matthieu de Baschi propose de restaurer la règle franciscaine dans sa pureté originelle. Ceux qui la suivent prennent le nom de capucins[32].
- Russie : accusé de prêcher à tort la réforme de l’Église et d’outrepasser ses fonctions, Maxime le Grec est éloigné de Moscou et assigné à résidence jusqu’en 1551[33].
- Année exceptionnellement chaude en Allemagne du Sud[34].
- Sécheresse en Andalousie[35].
- Peste à Rome et à Naples[36].

## Naissances en 1525
- 9 janvier : Lelio Sozzini, humaniste italien († 4 mai 1562).
- 18 janvier : Emmanuel-Philibert de Pingon, baron de Cusy et seigneur de Premeyzel († 18 janvier 1582).
- 5 février : Juraj Drašković von Trakošćan, cardinal croate († 31 janvier 1587).
- 25 février : Gerald FitzGerald, 11e comte de Kildare aussi connu sous le nom de « comte magicien » (anglais: Wizard Earl) († 16 novembre 1585).
- 8 mars : Liévin van der Beken, prélat, philologue et poète belge († 8 avril 1595).
- 29 juin :
  - Pierre Agricola, humaniste, théologien protestant et homme d'État allemand, disciple de Luther († 5 ou 7 juillet 1585).
  - Anne de Laval, baronne héritière d'Acquigny et de Crèvecœur († ?).
- 27 août : Francesco Maria Tarugi, cardinal italien († 11 juin 1608).
- 28 août : Nguyễn Hoàng, dignitaire vietnamien, membre de la famille des Nguyễn († 20 juillet 1613).
- 11 septembre : Jean II Georges de Brandebourg, électeur de Brandebourg de 1571 à 1598 († 8 janvier 1598).
- 26 septembre : Jacques II de Goyon de Matignon, Maréchal de France, Gouverneur de Guyenne, maire de Bordeaux († 27 juillet 1598).
- 22 décembre : Jean-Albert Ier de Mecklembourg-Schwerin, duc de Mecklembourg-Güstrow et duc de Mecklembourg-Schwerin († 12 février 1576).
- 24 décembre : Rocco Guerrini, architecte et ingénieur militaire italien († 22 décembre 1596).
- Date précise inconnue :
  - Giovanni Aldobrandini, cardinal italien († 7 septembre 1573).
  - Conrad Bade, imprimeur français († octobre 1562).
  - Pedro Chacón, écrivain espagnol († 1581).
  - Hendrik III van Cleve, peintre paysagiste flamand († 1589).
  - Ascanio Condivi, écrivain italien († 10 décembre 1574).
  - Pierre Davantès l'aîné, humaniste et musicien français († 1561).
  - Cristofano dell'Altissimo, peintre italien de l'école florentine († 21 septembre 1605).
  - Nicolò Doria, soixante-douzième doge de Gênes († 13 octobre 1592).
  - Franz Fabricius érudit allemand († 1573).
  - Giovanni Battista Gentile Pignolo, soixante et onzième doge de Gênes († 1595).
  - Nicolas de Lange, jurisconsulte français († 6 avril 1606).
  - William Maitland de Lethington, homme politique et réformateur écossais († 9 juin 1573).
  - Juan Maldonado, conquistador, explorateur et militaire espagnol († 1572).
  - Álvaro Manrique de Zúñiga, noble espagnol († 1604).
  - Gerónimo de Mendieta, frère franciscain et historien espagnol († 1604).
  - Tomás de Mercado, frère dominicain, économiste et théologien espagnol († 1575).
  - Michael Neander, philologue allemand († 26 avril 1595).
  - Servaes van der Meulen, compositeur et organiste de l'école franco-flamande († 1592).
  - Gianbatista Pignatelli, écuyer napolitain († 1558).
  - Vincenzo de' Rossi, sculpteur italien de l'école florentine († 3 mars 1587).
  - Claude de Sainctes, controversiste catholique français († 1591).
  - Sehzade Bayezid, fils du sultan Soliman le Magnifique et de Roxelane († 25 septembre 1561).
  - Peter Stumbb, fermier, tueur en série et cannibale allemand († 31 octobre 1589).
  - Takeda Nobushige, samouraï de l'époque Sengoku († 18 octobre 1561).
  - Diego de Rosales, peintre espagnol († 1579).
  - Takigawa Kazumasu, samouraï de l'époque Sengoku († 21 octobre 1586).
  - Benedetto Tola, musicien et peintre italien († 1572).
  - Louis Tronchay, écrivain français († 1569).
  - Uesugi Tomosada, commandant samouraï de la branche Ōgigayatsu du clan Uesugi au milieu de l'époque Sengoku († 1546).
  - Alessandro Vittoria, sculpteur maniériste italien († 27 mai 1608).
  - Thomas Wentworth, 2e baron Wentworth de Nettlestead, dernier gouverneur anglais de Calais († 13 janvier 1584).
  - Anton van den Wyngaerde, dessinateur flamand († 7 mai 1571).
  - Zhang Juzheng, « Grand Secrétaire » chinois durant la dynastie Ming († 1582).
- Vers 1525 :
  - John Blitheman, organiste et compositeur anglais († 23 mai 1591).
  - Pieter Brueghel l'Ancien, peintre flamand († 9 septembre 1569).
  - Luís de Camões, poète portugais († 10 juin 1580).
  - Geoffroy de Caumont, baron de Caumont, une des plus grosses fortunes de France au début des guerres de religion († avril 1574).
  - Pierre Victor Palma Cayet, historien, traducteur et controversiste français († 1610).
  - Léonor Chabot, dit Chabot-Charny, fils de l'Amiral de Brion Philippe Chabot, baron de Pagny, et de Françoise de Longwy, comtesse de Charny et de Buzançais († août 1597).
  - Giovan Battista Cini, dramaturge italien († vers 1586).
  - Heinrich Compenius l'ancien, organiste, compositeur et facteur d'orgue allemand († 2 mai 1611).
  - Richard Farrant, compositeur anglais († 30 novembre 1580).
  - Jacques Goupil, médecin et philologue français († vers 1564).
  - Balthazar Houwaert, dominicain puis ministre luthérien et écrivain belge en langue néerlandaise († 1576 ou 1582).
  - Rodrigo Lopez, médecin de la reine d'Angleterre Élisabeth d'origine portugaise († 7 juin 1594).
  - Giovanni Pierluigi da Palestrina, compositeur italien († 2 février 1594).
  - Nur-Banu, épouse favorite du sultan Selim II († 7 décembre 1583).
  - Jacques Rambaud, capitaine huguenot qui participe aux guerres de religion dans le Dauphiné († 25 juillet 1594).
  - Hans Staden, soldat et aventurier allemand († 1579).
  - Carlo Urbino, peintre maniériste italien († vers 1585).
- Entre 1525 et 1530 :
  - Baldassare Donato, compositeur et chanteur italien appartenant à l'école vénitienne († juin 1603).
  - Pierre de Garros, poète et juriste français, d'expression principalement gasconne († entre 1581 et 1585).
- Vers 1525 ou vers 1535 :
  - Pietro Vinci, compositeur et madrigaliste italien († après le 14 juin 1584).

## Décès en 1525
- 9 février : Benedetto Rusconi, peintre vénitien (° vers 1460).
- 24 février :
  - Jacques II de Chabannes, marquis de la Pallice, maréchal de France, à la bataille de Pavie. (° 1470).
  - Guillaume Gouffier de Bonnivet, favori de François Ier, amiral de France, à la bataille de Pavie. (° vers 1488).
  - Louis II de la Trémoille, premier chambellan du roi, l'un des grands capitaines de son époque, à la bataille de Pavie.
  - François de Lorraine, fils cadet du duc de Lorraine, à la bataille de Pavie.
  - Galeazzo Sanseverino, grand écuyer de France, à la bataille de Pavie.
  - Pierre II de Rohan Gié, à la bataille de Pavie.
  - René de Brosse, comte de Penthièvre, à la bataille de Pavie.
  - Richard de la Pole, prétendant au trône d'Angleterre, à la bataille de Pavie.
  - Just de Tournon, lieutenant général du Languedoc, à la bataille de Pavie.
- 28 février : Cuauhtémoc, dernier empereur aztèque, pendu par Cortés.
- 3 mars : Thomas de Foix, maréchal de France, fait prisonnier à la bataille de Pavie, mort de ses blessures.
- 31 mars : René de Savoie, comte de Tende, fait prisonnier à la bataille de Pavie, mort de ses blessures.
- Avril : Le duc Charles IV d'Alençon, comte du Perche, époux de Marguerite d'Angoulême, sans successeur. Ses domaines passeront en 1527 à la maison d’Albret.
- 5 mai: Frédéric III de Saxe.
- 18 mai : Pietro Pomponazzi, philosophe néo-aristotélicien de l’école de Padoue (° 1462).
- 27 mai : Thomas Müntzer, réformateur (né en 1489), fondateur du mouvement des anabaptistes. Ses disciples prospèrent à Zurich et à Bâle et pénètrent les milieux paysans.
- 4 août : Andrea della Robbia, sculpteur florentin (° 1435).
- 30 décembre : Jakob II Fugger, dit le Riche Il investit dans les mines d’argent et de cuivre, consentit de généreux prêts à Maximilien Ier d’Allemagne, que l’empereur garantit par des terres de la Couronne, et aida financièrement à l’élection de Charles Quint au trône impérial, en contrepartie de baux sur les biens des ordres de chevalerie et sur des mines de mercure et d’argent (° 6 mars 1459).
- Date précise inconnue :
  - Diogo Boitaca, architecte languedocien (né en 1490), au Portugal entre 1525 et 1528.
  - Sidi Mohamed ben Aïssa dit Cheik el-Kamel, « le maître parfait », fondateur à Meknès de la confrérie mystique des Aïssaoua (‘Isâwiyya) qui essaime dans tout le Maroc et joue un rôle politique. Elle recrute ses adeptes chez les artisans.
- Vers 1525 :
- Hernando de los Llanos, peintre espagnol (° ?).